# SN 1977F
SN 1977F – supernowa typu I odkryta 4 stycznia 1977 roku w galaktyce M+05-26-14. Jej maksymalna jasność wynosiła 15,80m.